# 思い出食堂
思い出食堂 (おもいでしょくどう)は、少年画報社発刊のグルメ漫画雑誌。いわゆる「コンビニ廉価版」で、サイズはA5、第1巻の発刊は2010年10月12日。
第9巻から2ヶ月に1度の発刊になった。2020年12月現在、第5巻まで発刊されている。また、兄弟姉妹誌「みんなの食卓」「ひとりごはん」なども発刊されており、「特別編集」「別冊」「コミックス」などを入れると総数130冊が発刊されている。